# Дюбко, Анатолий Фёдорович
Анатолий Фёдорович Дюбко (1923—2009) — полковник Советской Армии, участник Великой Отечественной войны, Герой Советского Союза (1945).

## Биография

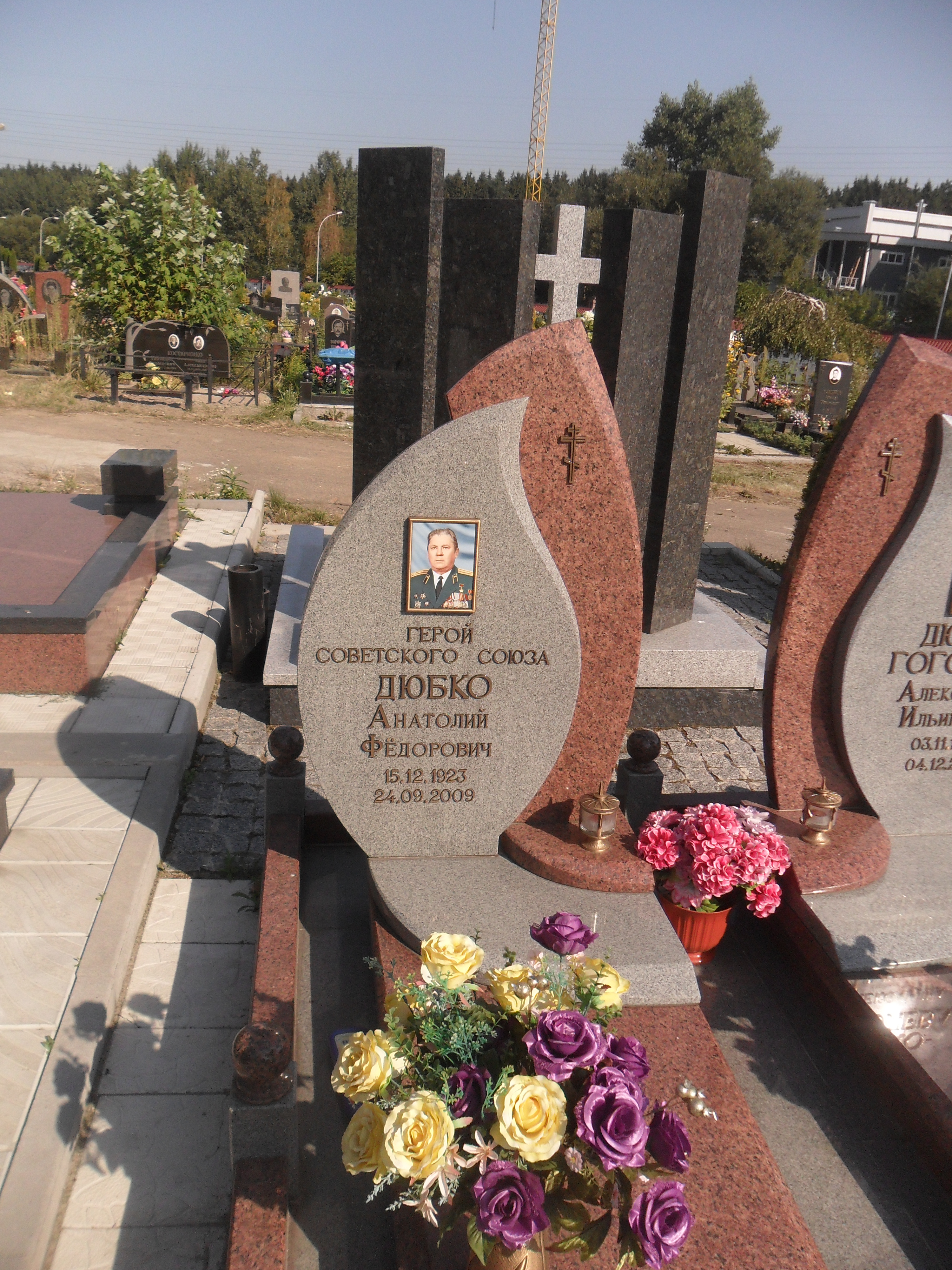
Могила Дюбко на Восточном кладбище Минска.

Анатолий Дюбко родился 15 декабря 1923 года в деревне Горваль (ныне — Речицкий район Гомельской области Белоруссии). После окончания средней школы работал в колхозе. В июле 1941 года Дюбко был призван на службу в Рабоче-крестьянскую Красную Армию. В 1942 году он окончил Одесское артиллерийское училище. С ноября того же года — на фронтах Великой Отечественной войны. Принимал участие в боях на Северо-Западном, 2-м Прибалтийском, Ленинградском фронтах. Был ранен. К августу 1944 года лейтенант Анатолий Дюбко командовал батареей 589-го лёгкого артиллерийского полка 78-й лёгкой артиллерийской бригады 27-й артиллерийской дивизии прорыва 10-й гвардейской армии 2-го Прибалтийского фронта. Участвовал в сражениях на территории Латвийской ССР.
29 августа 1944 года, когда наблюдательный пункт артиллеристов и стрелковое подразделение попали в окружение к северо-западу от города Мадона, Дюбко принял командование на себя и организовал круговую оборону. Когда противник уже находился в непосредственной близости от его месторасположения, Дюбко вызвал огонь дивизиона на себя.
После окончания войны Дюбко продолжил службу в Советской Армии. В 1954 году окончил Военную артиллерийскую командную академию. В 1976 году в звании полковника Дюбко был уволен в запас. Проживал в Минске, работал инженером КБ завода имени Орджоникидзе. Скончался 24 сентября 2009 года, похоронен на Восточном кладбище Минска.

## Награды и звания
Указом Президиума Верховного Совета СССР от 24 марта 1945 года за «образцовое выполнение боевых заданий командования на фронте борьбы с немецкими захватчиками и проявленные при этом мужество и героизм» лейтенант Анатолий Дюбко был удостоен высокого звания Героя Советского Союза с вручением ордена Ленина и медали «Золотая Звезда» за номером 5463.
Был также награждён орденами Красного Знамени, Отечественной войны I и II степеней, двумя орденами Красной Звезды, орденом «За службу Родине в ВС СССР» III степени, рядом медалей.
15 апреля 1999 года Указом Президента Республики Беларусь был награждён Орденом «За службу Родине» II степени.

## Память
- Именем Героя названа одна из улиц в Речице (Гомельская область)[3].